# Марија Перовић
Марија Перовић (Београд, 15. децембар 1972) српска и црногорска је филмска и телевизијска редитељка, универзитетска професорка и бивша телевизијска водитељка.

## Биографија
Има ћерку Сару, а живи у Подгорици и Београду. Поред каријере филмског и ТВ редитеља, Марија Перовић је професор на Факултету Драмских Умјетности на Цетињу.
Један је од оснивача продуцентске куће Катун Мовиес са седиштем у Подгорици.
Током 2007. је радила као продуцент, редитељ и сценариста дугометражног играног филма „Гледај ме“.
За сценарио филма „Гледај ме“ по мотивима романа „Дјечак из воде“, Ксеније Поповић 2006. године је добила прве награде на конкурсима за продукцију Министарства културе републике Црне Горе, и Министарства културе републике Хрватске за копродукцију.
Године 2004. је била редитељ и сарадник на сценарију првог дугометражног играног филма у Црној Гори после рата, Опет пакујемо мајмуне. Добила је награду за најбољу режију на Југословенском филмском фестивалу у Новом Саду.
Као ТВ редитељ урадила преко 300 телевизијских емисија за РТС, ТВЦГ, подгорички ТВ ИН и београдску ТВ Авалу. Била је сценариста и редитељ већег броја реклама, наменских спотова и филмова.
Била је један од редитеља прве ТВ сапунице на Балкану „Вила Марија“.
На ТВ ИН Подгорица је у сезони 2002/2003. године била уредник, аутор и водитељ емисије о филмској умјетности Цинема матине, а исто тако емисије Филм Клуб на ТВ Авала у сезони 2006/2007. године.
Године 2017. снимила је мини серију „Груди”, у копродукцији РТВ Црне Горе и продуцентске куће „Меандер филм”.
Била је председница Удружења Филмских Стваралаца Црне Горе. Чланица је међународног удружења филмских критичара FIPRESSCI.
Написала је преко 500 филмских критика и есеја у подгоричким Вијестима, и месечнику Мобил АРТ.